# Karel Dujardin

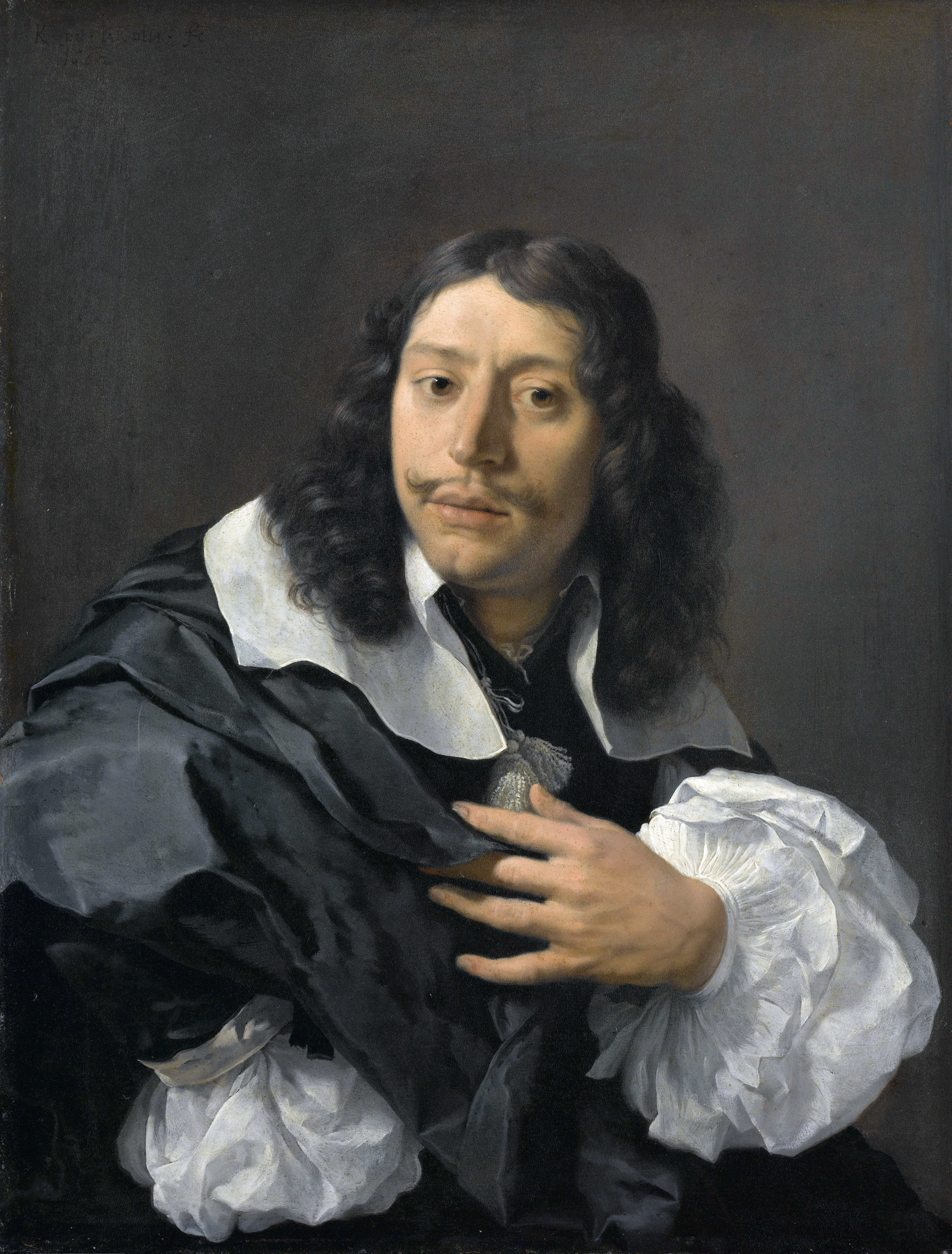
Karel Dujardin autoritratto 1662.

Karel Dujardin o, più propriamente, Du Jardin (Amsterdam, 26 settembre 1622 (o 1626) – Venezia, 20 novembre 1678) è stato un pittore olandese.

## Biografia

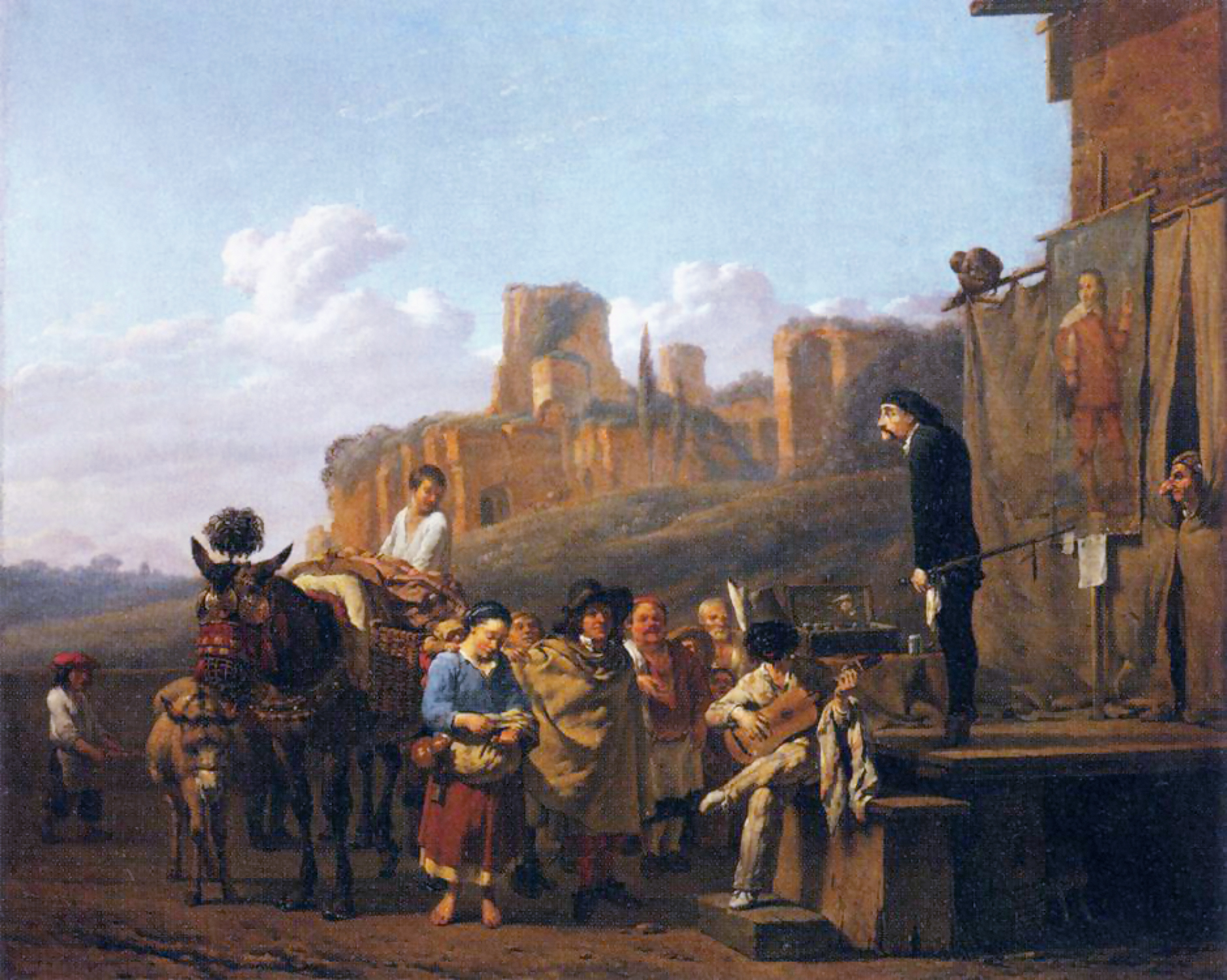
Karel Dujardins, Rappresentazione di commedia dell'arte, 1657 (Louvre)

Dopo un addestramento svolto sotto la guida di Nicolaes Berchem, si trasferì in Italia nel 1642, dove seppur giovanissimo entrò a far parte del gruppo di pittori Bentvueghels in Roma, presso i quali assunse il soprannome di "Barba di Becco" o "Bokkebaart".
Indebitatosi, si sposò con una ricca signora più anziana di lui e dal 1650 al 1674 soggiornò in Francia ed nei Paesi Bassi, mentre invece ritornò a Roma nel 1675 su invito del suo grande amico Joan Renst, che lo invitò in un grande tour attraverso la penisola.Risiedette a Roma e poi a Venezia fino alla morte.
Proprio a Venezia vi morì inaspettatamente nel 1678. Secondo Reynst, aveva detto: "perché dovrei avere fretta di tornare indietro? Sono dove voglio essere". Secondo il suo amico Johannes Glauber, che aveva incontrato in precedenza a Roma, stava dipingendo per un mercante olandese a Venezia quando improvvisamente si ammalò. Sebbene fosse un membro della Chiesa riformata olandese, fu sepolto in modo cattolico (avvolto in un sudario bianco) e fu portato nella sua tomba dai suoi amici Govert van der Leeuw e Glauber.
Il Dujardin è noto soprattutto come bambocciante, come pittore di tematiche naturali e animali, ma è stimato per lo più come paesaggista, per i suoi dipinti paesaggistici all’ italiana, genere nel quale si ispirò dapprima al Berchem e poi al Paulus Potter.
Artista talentuoso e versatile, venne celebrato nel corso della sua vita da poeti e drammaturghi.
Fu apprezzato anche come ritrattista di singole persone o di gruppi, ha prodotto una serie di ritratti eleganti e aristocratici delle élite patrizie e mercantili di Amsterdam, insieme a splendidi e reconditi dipinti storici e allegorici, e svolse l'attività di incisore.
Di un certo spessore i suoi ritratti di argomento religioso, soprattutto quelli riguardanti la vita di san Paolo.
In tutte queste attività emerse come un maestro ricercato e ancora oggi un buon numero di sue opere è esposto presso il Rijksmuseum di Amsterdam, al Louvre, all’Ermitage e alla National Gallery londinese.
Tra i suoi alunni si annoverano Giacobbe II, figlio di Jacob van der Does, Martinus Laeckman e Erick van den Weerelt.

## Opere di Dujardin

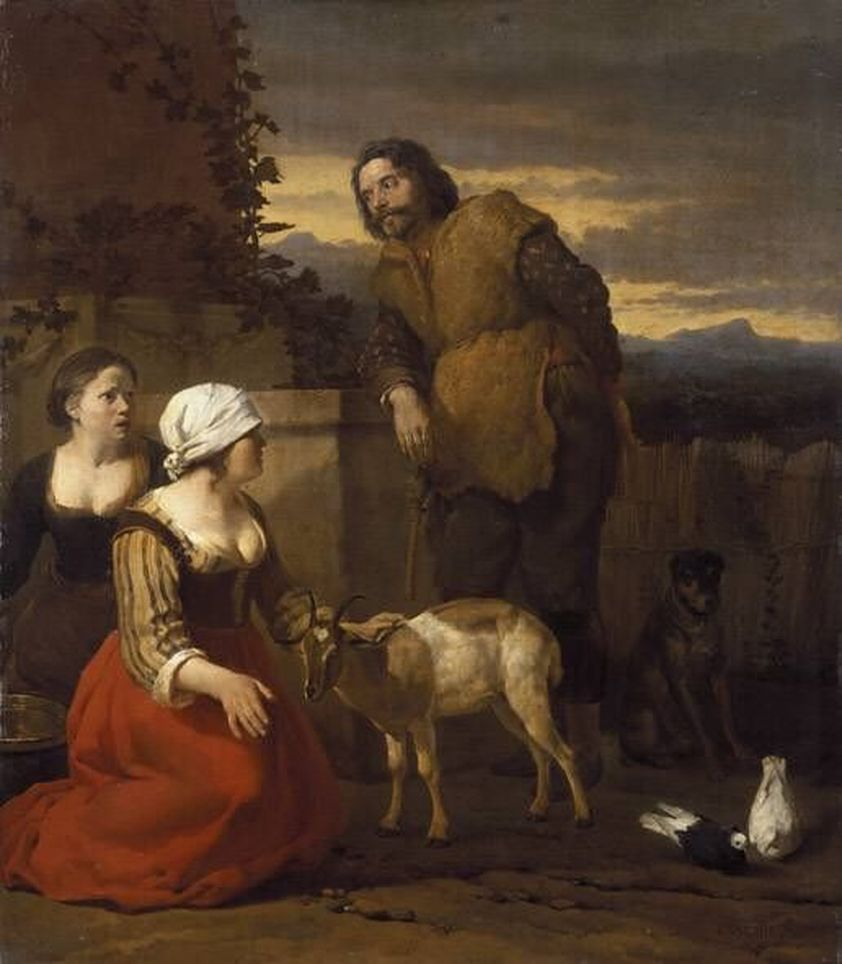
Il capretto ammalato
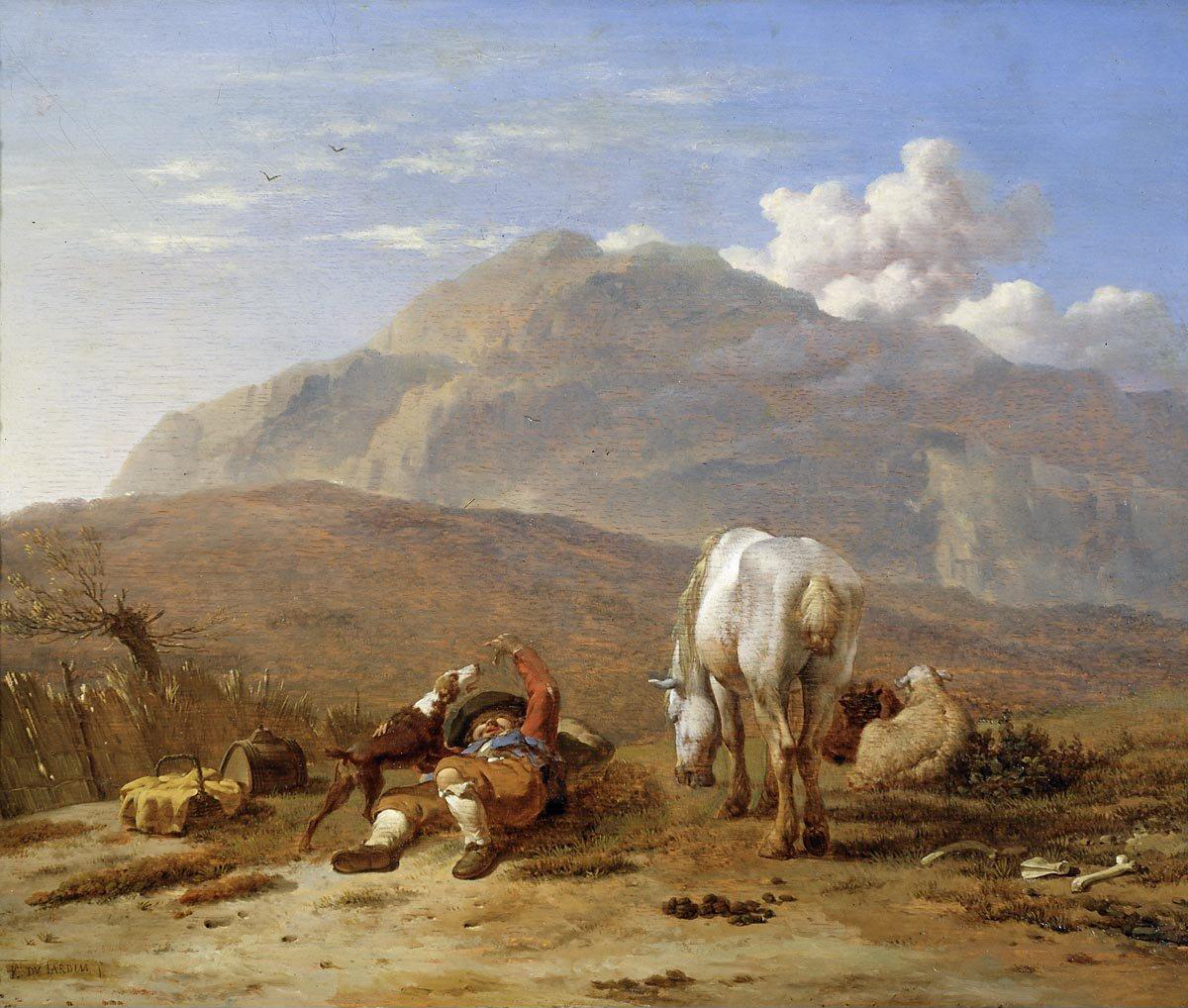
Il pastorello
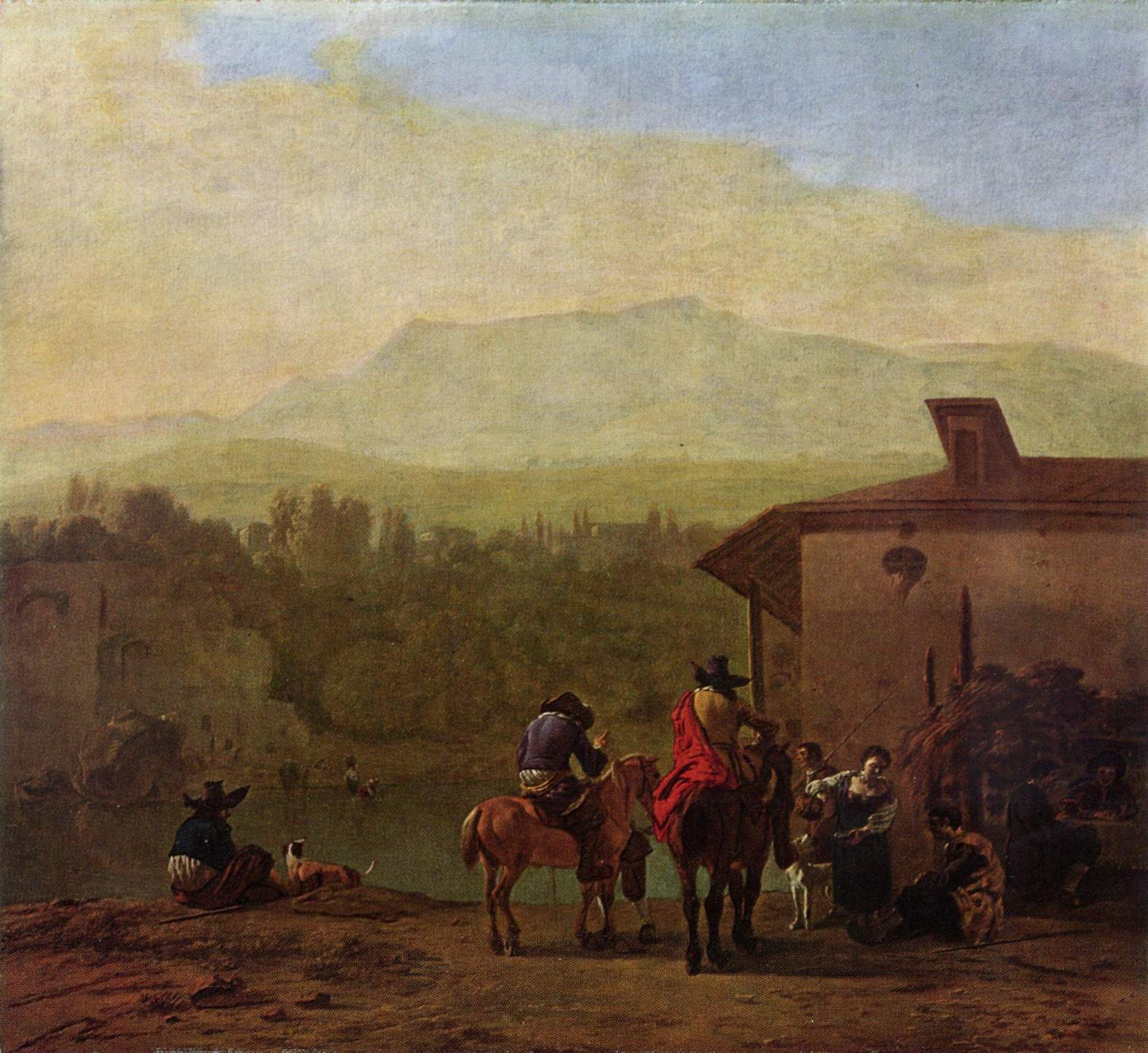
Sosta in una locanda italiana
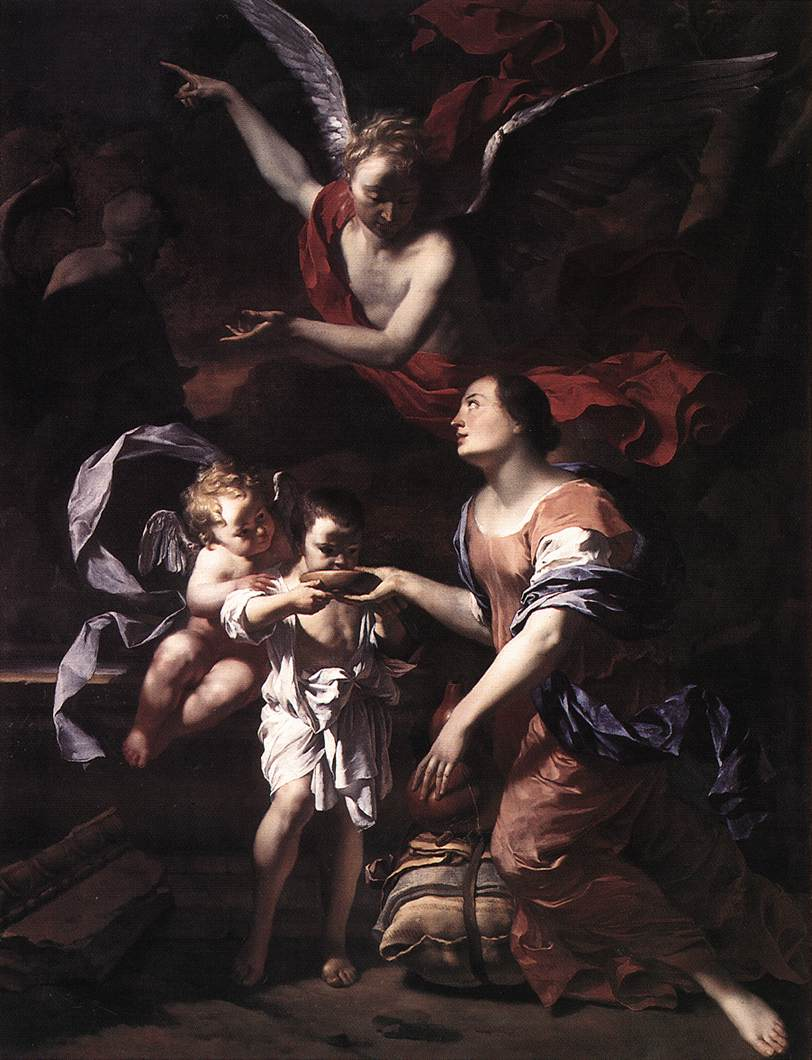
Hagar e Ismaele nel deserto